# Юзеф Каетан Дунін-Карвіцький
Юзеф Каетан Дунін-Карвіцький (пол. Józef Kajetan Dunin-Karwicki; 1700 — 1784) — урядник часів Речі Посполитої. Засновник Мізоцької (Волинської) гілки свого роду.

## Життєпис
Походив з Марціновської гілки польського шляхетського роду Дуніних-Карвіцьких гербу Лебідь. Син Пйотра Ярослава Дунін-Карвіцького, сандомирського підстолія, та Ізабели Дунін-Бжезінської. 1733 року після смерті батька успадкував Селець, Крашкув й Скжечов. Спочатку підписувався як Юзеф Каетан Дунін-Карвіцький на Скшинні і Карвицах. 1736 року опочинським чашником, 1742 року — опочинським підчашим.
У 1740-х роках активно починає скуповувати маєтності. 1743 року придбав маєток Хубіди з прилеглостями (Сандомірський повіт). У 1747 році він одержав від острозького ордината Януша Олександра Санґушко пожиттєву посесію села Мізоч і Півче у Луцькому повіті.
Стрімкій політичній кар'єрі зобов'язаний великому коронному канцлерові Яну Малаховському, до клієнтели якого він входив. 1748 року, відмовившись від посади підчашника, отримав уряд регента малої і великої коронної канцелярії. 1753 року обирається маршалком Люблінського коронного трибуналу. 
Наприкінці 1750-х років викупив Мізоч і Півче. Король Август III грамотою від 23 вересня 1761 року дозволяє заснувати місто Великий Мізоч у Луцькому повіті й надає йому магдебурзьке право, але магістрат мав діяти під безпосереднім контролем власника. Також Дунін-Карвіцький здобув право проводити в цьому місті 12 ярмарків на рік. Це місто Юзеф Каетан робить своєю головною резиденцією, розпочавши будівництво великого палацу з парком. У 1763 році Юзеф Каетан затвердив статут мізоцького цеху, до якого увійшли слюсарі, ковалі, котлярі, рушничники, годинникарі, лимарі та столяри.
1775 року отримав титул графа Священної Римської імперії. Цей титул було визнано в Речі Посполитої. З цього часу ця гілка Дунінин-Карвіцьких стала графською. Того ж року успадкував Сокільницький ключ (маєток з декількох сіл). 1779 року отримав Орден Святого Станіслава. 1781 року призначається поланецьким каштеляном, 1782 року — завихостським каштеляном (Сандомирське воєводство), завдяки чому отримав статус сенатора Речі Посполитої. Помер у червні 1784 року.

## Родина
Дружина — Гелена, донька Антонія Шембека зі Слупова, каштеляна накельського.
Діти:
- Ян Непомуцен (бл. 1754/1755—?);
- Кшиштоф (1757—1813) — генерал-лейтенант коронних військ;
- Ізабела, дружина Леонарда Марціна Свейковського, подільського воєводи;
- Маріана;
- Анна;
- Констанція;
- Тереза.

## Власність
Основою володінь були Карпівці і Хубіци (Житомирський повіт) та Мізоцький ключ (Луцький повіт), що складався з Мізоча (78 димів), сел Білашів, Будераж (46 димів), Буща (32 дими), Велика Мощаниця (52 дими), Мала Мощаниця (46 димів), Півче, Солтанівка (7 димів), Стубло, Ступно (80 димів), Суйми.